# Översättningsvetenskap
Översättningsvetenskap är ett tvärvetenskapligt forsknings- och utbildningsområde där man systematiskt studerar översättning och tolkning. Eftersom området är tvärvetenskapligt, lånar översättningsvetenskapen mycket från intilliggande områden, såsom lingvistik, litteraturvetenskap, semiotik, datavetenskap, historia, filosofi och terminologi. På en grundläggande nivå är det gemensamma  för översättningsvetenskapen att ett budskap överförs från ett källspråk till ett målspråk i form av en skriven och/eller talad text.

## Historia
Översättningsvetenskap som term och akademiskt huvudområde är förhållandevis ny i Sverige, men översättning och tolkning har studerats och diskuterats i Sverige och internationellt sedan urminnes tider, då ofta under benämningen översättningsteori. Översättningsteorin var länge preskriptiv, vilket innebar att någon auktoritet bestämde eller gav råd om hur översättning skulle vara. När man diskuterar tidig översättningsteori, börjar man ofta med Ciceros utlåtanden om hur han använde översättningar från grekiska till latin för att förbättra sin retoriska förmåga. Översättarnas skyddshelgon St. Hieronymus, diskuterade under fyrahundratalet fördelarna med fri och ordagrann översättning, en debatt som sedan i olika former fortgått fram till våra dagar. St. Hieronymus är ett bra exempel på hur tidig översättningsteori ofta var baserad på översättning av Bibeln och andra sakrala eller kanoniserade texter. Närmare vår egen tid finner man författare som Eugene Nida som med utgångspunkt i bibelöversättning lagt fram teorier om formell och dynamisk ekvivalens, vilka kan ses som ett inlägg i den ständigt pågående debatten om ordagrann kontra fri översättning. James S Holmes grundläggande framförande 1972 ses ofta som ett internationellt startår för den organiserade översättningsvetenskapen. Han beskrev då de olika grenarna och forskningsobjekten inom översättningsvetenskapen och andra akademiker har sedan byggt vidare på hans modell och utvecklat olika delar av den. Ämnet saknade dock en gemensam grund fram till mitten av nittiotalet, då Gideon Toury utvecklade den deskriptiva översättningsvetenskapen, som är i grunden empirisk och inte säger hur översättare ska översätta, utan istället hur översättningar faktiskt ser ut och varför.

## Olika översättningsvetenskapliga skolor

### Ekvivalens
Under 1950- och 1960-talen handlade den översättningsvetenskapliga diskussionen ofta om olika sorters ekvivalens och hur denna skulle uppnås. Ekvivalens (lat. ”lika värde”) innebär som grundidé att ett uttryck på ett språk har en motsvarighet i ett annat språk. Termen har dock även en annan betydelse i en av de tidigaste diskussionerna om översättningsstrategier, där de kanadensiska forskarna Vinay och Darbelnet (1958) avser en översättningsstrategi där ett språkligt uttryck ersätts av ett helt annat på målspråket, utan att det finns en semantisk, utan enbart en funktionell motsvarighet. Ekvivalens anses numera kunna uppnås på många olika sätt; formell, dynamisk, funktionell, denotativ, konnotativ m.fl. Inom den deskriptiva översättningsvetenskapen tar man numera ekvivalens för given och undersöker istället vilka former och uttryck ekvivalensen tar sig.

### Manipulationsskolan
Manipulationsskolan

### Skoposteorin
På 1980-talet skedde något som kan ses som ett paradigmskifte inom översättningsvetenskapen, när Katharina Reiss och Hans Vermeer publicerade sina inflytelserika texter om översättning som handlingsbaserad problemlösning och då särskilt om skoposteorin (skopos av det grekiska ordet för syfte eller ändamål). Inom skoposteorin fokuserar man på måltextens funktion och syfte i sitt nya sammanhang, och källtexten anses vara mer av ett ”erbjudande om information” (tyska: Informationsangebot) som ska få en ny gestalt i en måltext. Därmed bytte översättningsvetenskapen fokus från trohet mot källtexten och till att betrakta den blivande måltexten. Man började också se översättning som en faktor som påverkar målspråket och målkulturen.

### Deskriptiv översättningsvetenskap
Ett nytt paradigmskifte ägde rum på 1990-talet, då den deskriptiva översättningsvetenskapen etablerades. Termen skapades av Holmes i hans anförande från 1972, men utvecklades framför allt av Gideon Toury i hans mycket inflytelserika monografi ”Decriptive Translation Studies – and beyond”. Detta paradigm hade det gemensamt med skoposteorin att man såg översättningar som företeelser i målkulturen, snarare än som en manifestation av källkulturen. Detta har sin teoretiska grund i polysystemteorin som ser översatt litteratur som ett undersystem inom målkulturens litterära system (Even-Zohar 1990). Den deskriptiva översättningsvetenskapen är empiriskt baserad och undersöker hur översättningar faktiskt ser ut (och varför) snarare än hur översättningar bör vara, vilket är den förhärskande idén i det preskripitiva paradigmet.Andra inflytelserika forskare inom detta paradigm är bl.a. Andrew Chesterman, som framför allt genom sin monografi "Memes of Translation" 1997 ökat spridningen och förståelsen för den deskriptiva översättningsvetenskapen.